# Hannah Grae
Hannah Grae es una músico de rock de Port Talbot, Gales, Reino Unido. Varios de sus trabajos se han vuelto virales en línea y lanzó un miniálbum, Hell Is a Teenage Girl, en abril de 2023. Ella es miembro de Loud LDN. 

## Biografía

### Primeros años de vida
Grae nació en Port Talbot y tiene un hermano. Sus padres trabajaron como profesores de teatro y en la industria cinematográfica. Al crecer, era fanática de Hannah Montana, desarrolló interés por primera vez a través de un nombre compartido y encontró aspiracional su doble vida como colegiala de día y estrella del pop de noche; a partir de ella, se convirtió en fan de Taylor Swift. Más tarde se hizo fan de Justin Bieber cuando tenía diez años. Se inspiró para hacer su propia música después de ver un episodio de Friends en el que Phoebe Buffay escribía una canción; su primer trabajo fue una canción llamada «The Chicken Song», y sus primeros trabajos fueron canciones con piano acústico.
Más tarde se hizo cargo del estudio de su padre; en una entrevista de septiembre de 2023 con Rolling Stone, afirmó que su padre lo había construido en su jardín siete años antes, que comenzó como su oficina pero se convirtió en un estudio de ninjutsu y que tuvieron que insonorizarlo después de que la banda de su hermano tomó sobre la cabaña y el ayuntamiento del condado de Port Talbot se quejaron. Más tarde se diversificó hacia versiones y reelaboraciones basadas en el rock, como una versión de «Drivers License» de Olivia Rodrigo desde la perspectiva de la nueva pareja de su exnovio. En 2021, subió una parodia contra el acoso sexual de «Barbie Girl» de Aqua a YouTube y TikTok, que se volvió viral en ambas plataformas, y los comentaristas trataron la sección de comentarios como un espacio seguro y compartieron sus propias historias de abuso; conmovida por la respuesta, comenzó a componer canciones originales.

### Hell Is a Teenage GirlyNothing Lasts Forever
El sencillo debut de Grae, lanzado en septiembre de 2022, fue «Propaganda», una canción sobre las presiones de las redes sociales. En noviembre, lanzó «Time of Your Life», una canción sobre cuestiones de la adolescencia, junto con un vídeo filmado en una escuela integral de Port Talbot. Luego lanzó los sencillos «I Never Say No» y «Hell Is a Teenage Girl», el último de los cuales tomó su nombre de una línea de Jennifer's Body (2009), y luego, en abril de 2023, lanzó «Jaded», un intento de escribir sobre los sentimientos de inferioridad en las relaciones; los cinco sencillos aparecieron en su miniálbum Hell Is a Teenage Girl, que lanzó ese mismo mes, y pretendía ser una respuesta a sus bullies. Después de terminar de escribir Hell Is a Teenage Girl, se tomó un descanso de cinco meses, tiempo durante el cual se mudó a Londres, y lo hizo en enero de 2022; volvió a escribir como una forma de distraerse de las presiones externas.
Su siguiente sencillo, «Screw Loose», se lanzó el 25 de agosto de 2023 y fue escrito sobre sentimientos de confusión en su nuevo entorno; Al día siguiente, ella y Nieve Ella actuaron en el Festival de Reading. En septiembre de 2023, lanzó «It Could've Been You», un grabación de pop punk sobre la angustia que anteriormente había sido objeto de burlas en TikTok y se había vuelto viral, y que NME comparó con «All the Small Things» de Blink-182 con letra «similar a «Misery Business» de Paramore»; se filmó un video musical en The George Tavern y se lanzó en octubre de 2023. Para Halloween, lanzó «Who Dunnit?», una canción experimental sobre no ser tomada en serio acompañada de un video musical, y en diciembre de 2023, apareció en Hype List de Dork. Anunció su segundo miniálbum, Nothing Lasts Forever, en febrero de 2024 y lanzó «Better Now You're Gone» al mismo tiempo.

## Arte
Hell Is a Teenage Girl se inspiró en Paramore, My Chemical Romance, Queen y Taylor Swift. En una entrevista con The Line of Best Fit en septiembre de 2023, Grae citó la honestidad de Alanis Morissette como una «gran influencia»; la pieza también señaló que la música de Grae estaba «llena de influencias femeninas, desde los sentimentalismos como compositora y la destreza melódica de Swift hasta la energía de No Doubt» [sic], y lucía «una poderosa destreza vocal que, en sus niveles más altos, lleva ecos de [...] Hayley Williams y [...] Demi Lovato». Al escribir «It Could've Been You», hizo referencia a Paramore, Bowling for Soup, Green Day, American Hi-Fi, Avril Lavigne, Mean Girls y Shrek, y al escribir «Who Dunnit?», inicialmente inspirado en «Heart of Glass» de Blondie. Para algunas de sus canciones, escribe como influencia, imaginando lo que Swift o Morissette escribirían sobre un tema en particular. Es miembro de Loud LDN, un colectivo de mujeres y músicos género queer con sede en Londres fundado en mayo de 2022.